# Grace Victoria Cox
Grace Victoria Cox  est une actrice américaine née le 10 mars 1995 à Lexington dans l'état du Kentucky.
Elle est connue pour le rôle de Melanie Cross dans la série télévisée Under the Dome ainsi que pour celui de Veronica Sawyer dans Heathers, l'adaptation télévisée du film culte Fatal Games.

## Biographie
Grace Victoria Cox a étudié à la Theater of Arts Schools avant de déménager à Los Angeles en 2013 après avoir décroché le rôle de Melanie Cross dans la deuxième saison de la série de science-fiction Under the Dome, adaptée du roman de Stephen King.
En 2018, elle rejoint la distribution de Heathers, une série adaptée du célèbre film Fatal Games de Michael Lehmann. Dans la série, elle interprète le rôle de Veronica Sawyer, rendu célèbre par Winona Ryder dans le film. La série est plusieurs fois repoussée en raison de son sujet jugé trop sensible pour le public américain. Après avoir été diffusée dans plusieurs pays, elle est finalement diffusée en automne 2018 aux États-Unis.

## Filmographie

### Cinéma

#### Longs-métrages
- 2018 : Savage Youth de Michael Curtis Johnson : Elena
- 2018 : Affairs of State d'Eric Bross : Darcy Baines
- 2019 : Extremely Wicked, Shockingly Evil and Vile de Joe Berlinger : Carol Daronch
- 2021 : Triumph de Brett Leonard : Patty

#### Courts-métrages
- 2014 : Scarlet de Robert Cross : Scarlett
- 2015 : Here Now de Gregg Araki : Alyssa

### Télévision

#### Téléfilms
- 2016 : Dans les griffes de Charles Manson (Manson's Lost Girls) de Leslie Libman : Lynette Fromme
- 2017 : Traquées (The Archer) de Valerie Weiss : Emily

#### Séries télévisées
- 2014-2015 : Under the Dome : Melanie Cross (saison 2 - invitée saison 3)
- 2017 : Twin Peaks: The Return : Charlotte (épisode 5)
- 2018 : Heathers : Veronica Sawyer (10 épisodes)
- 2019 : Now Apocalypse : Amber (récurrente)
- 2019 : The Society : Lexie (récurrente)